# Salasac
Salasac (en francès Salazac) és un municipi francès situat al departament del Gard i a la regió d'Occitània.